# Badoukro
Badoukro est une localité rurale dans le Sud de la Côte d'Ivoire dans la région de l'Agnéby-Tiassa. Ladite localité rurale est administrativement rattachée à la sous-préfecture d'Agboville. Sa population est estimée à environ 650 habitants. 